# Tatsuko Hoshino
Pour les articles homonymes, voir Hoshino.
Tatsuko Hoshino (星野 立子, Hoshino Tatsuko, 15 novembre 1903 — 3 mars 1984) est une poétesse japonaise de haiku active durant l'ère Shōwa.

## Début
Née à Tokyo, Hoshino est la deuxième fille du poète et romancier Kyoshi Takahama. Après son mariage avec Yoshito Hoshino (星野 吉人), son père l'encourage à écrire des haïku, activité où elle montre bientôt un talent étonnant.

## Carrière littéraire
En 1930, Hoshino fonde une revue de haïku exclusivement pour les femmes appelée Tamamo. Deux ans plus tard, elle rejoint la revue littéraire Hototogisu et partage la position de principale haïkiste avec Nakamura Teijo. Elles sont bientôt rejointe par Takako Hashimoto et Takajo Mitsuhashi. En raison de la première lettre commune de leurs noms propres, elles s'appellent « les quatre T ».

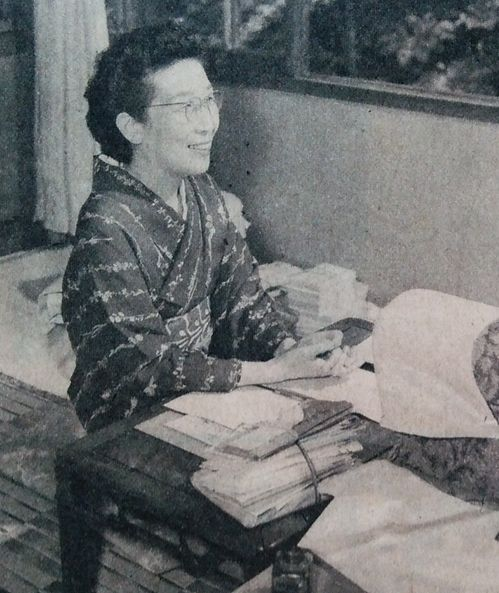
Tatsuko Hoshino en 1952.

En 1937, Hoshino publie sa première anthologie de haiku suivie d'autres volumes dont Kamakura, Sasame et Jitsui. Son style reste fidèle à l'insistance de son père pour les formes traditionnelles et à l'utilisation du symbolisme naturel, mais il est tempéré par son amour de la nature et l'approche féminine de la vie quotidienne.
Après la mort de son père, Hoshino devient responsable du choix des haiku pour le journal Asahi Shimbun et contribue aux colonnes haiku de divers journaux et magazines. 
En plus de haïku, elle publie également des documentaires de voyage, dont Tamamo haiwa (« Histoires du Groupe Tamamo ») et Yamato Seki-Butsu (« Bouddhas de pierre de Yamato »). 
Hoshino s'installe à Kamakura, préfecture de Kanagawa en 1911 et après une courte période à Tokyo, elle retourne à Kamakura en 1931, estimant qu'il s'agit d'un endroit idéal pour élever ses enfants. Elle décède en 1984 à l'âge de 80 ans. Sa tombe se trouve au temple de Jufuku-ji à Kamakura.

## Œuvres notables
- Zoku Tatsuko kushū: dai ni. Seishidō, Tokio 1947
- Sasame, 1950
- Jissei: kushū. Tamamosha, Tokio 1957
- Yamato no sekibutsu. Tankōshinsha, Kyoto 1965
- Kushū shunrai. Tōkyō Bijutsu, Tokio 1969